# 淮陽山病毒
淮陽山病毒（Huaiyangshan Virus, HYSV）又称发热伴血小板减少综合征病毒、大別山病毒(Dabie bandavirus)，是布尼亚病毒目、白纤病毒科、班达病毒属的一種病毒，是新布尼亚病毒的一種。其引發的病症稱為“发热伴血小板减少综合征”，又稱淮陽山出血熱，是一種經由蜱虫傳染給人類的致命的蜱媒傳染病。 
更接近于乌库涅米病毒血清群（Uukuniemi virus serogroup）而非白蛉热血清群（Sandfly fever serogroup）。 属于班杰病毒血清群（Bhanja virus serocomplex）。

## 历史
2007年5月，中国河南省信阳市淮阳县收治3例急诊患者，河南省疾病控制中心认为并非一般肠胃疾病，根据临床特征于2007年6月23日建立了该病的症状监测系统，并对过往病例做了回溯性分析，发现了发热、伴白细胞血小板减少、多脏器损伤为特征的大量患者。此后湖北、安徽、江苏、辽宁都发现类似患者。2008年2月20日，中国卫生部在全国范围内开始检测报告。2009年，中国疾病预防控制中心通过国家“海外高层次人才引进计划”(“千人计划”)引进的得克萨斯大学于学杰教授的研究小组首先从发热伴血小板减少综合征患者血液中发现这种病毒，命名为“淮阳山病毒（Huaiyangshan Virus,HYSV）”。

## 基因
病毒的全基因序列测定和同源性比较，基因可分为三段—large (L)、medium (M)、small (S)。辨识出6个蛋白质—RNA聚合酶(RdRp)、糖蛋白前体(M)、糖蛋白N(Gn)、糖蛋白C (Gc)、核蛋白(NP)、非结构蛋白(NSs)。
L區段編碼了由2084個氨基酸組成的RNA聚合酶。
M區段編碼了一個開放閱讀框，其編碼了糖蛋白(Gn和Gc)的1073個氨基酸前體。已知SFTSV通過Gn或Gc的作用以pH依賴性方式進入細胞。這時，一種C型凝集素DC-SIGN在細胞膜上起病毒受體的作用。
S區段具有1744個核苷酸，其編碼兩種蛋白質(Gn和NSs)。編碼這兩種蛋白質的基因區域被54個核苷酸的基因間區域分隔為兩部分。

## 形态
病毒颗粒呈球形，直径80-100nm，外有脂质包膜，表面有棘突。

## 进化
辨识出五个基因型(A–E)。 在中国发现了全部5个基因型。在韩国分离出三种：A, D, E。在日本只发现了一种： E。病毒应在1918-1995年间起源于大别山。

## 生命期循环
作为一种蜱媒，不清楚是否会感染其他吸血的节肢动物。 可以感染很多哺乳动物宿主，如猫、鼠、刺猬、黄鼠狼、帚尾袋貂属、牦牛。人类是偶然宿主，在病毒的生命循环中不占有主要地位。
病毒已经从多种硬蜱体内发现，如 長角血蜱, 日本硬蜱, 龜形花蜱 和微小扇頭蜱。 病毒也可以由在人与人之间通过接触发热伴血小板减少综合征患者的血液、黏液传播。

## 流行病学
在中国的河南、安徽、湖北、江苏、辽宁、山东、浙江报告了病例。高度散发。发病时间为3月到11月，主要是4月到7月。
韩国与日本也发现病例。

## 外部連結
- 微生物免疫學-Bunyaviridae(布尼亞病毒科) （页面存档备份，存于）